# Francilly-Selency
Francilly-Selency település Franciaországban, Aisne megyében. Lakosainak száma 512 fő (2022. január 1.). Francilly-Selency Dallon, Fayet, Gricourt, Holnon, Saint-Quentin és Savy községekkel határos.

## Népesség
A település népességének változása:
| Lakosok száma | 229  | 426  | 419  | 455  | 429  | 418  | 474  | 530  | 546  | 512  |
|               | 1968 | 1982 | 1990 | 2006 | 2013 | 2015 | 2017 | 2019 | 2020 | 2022 |